# Paul Fortier
Paul Fortier, né le 27 janvier 1964 à San Francisco (États-Unis), est un ancien joueur de basket-ball professionnel américain naturalisé français, reconverti comme entraineur assistant. Il mesure 2,06 m.

## Carrière

### Joueur

#### Université
- 1982-1986 :  Huskies de Washington (NCAA)

#### Clubs successifs
- 1986-fin 1989 :  Saint-Quentin BB (Nationale 2 puis N 1 B puis N 1 A)
- fin 1989-1990 :  Basket Rimini (Lega A)
- 1990-1992 :  Reims CB (N1 A)
- 1992-1993 :  JDA Dijon (NA 1)
- 1993-1995 :  PSG Racing (Pro A)
- 1995-1996 :  Le Mans SB (Pro A)
- 1996-1999 :  Cholet Basket (Pro A)
- 1999-2000 :  Baloncesto Séville (Liga ACB)
- 2000-2001 :  CB Gérone (Liga ACB)
- 2001-2002 :  Ionikos Neas Filadelfeias (ESAKE)
- 2002 :  Bàsquet Manresa

### Entraineur assistant
- 2002-2003 :  Huskies de Washington (NCAA)
- 2003-2005 :  Big Red de Cornell (NCAA)
- 2005-2012 :  Huskies de Washington (NCAA)
- 2013-2016 :  Mustangs de Cal Poly (NCAA)
- 2016- :  Dragons de Drexel (NCAA)

## Palmarès
- Vainqueur de la Coupe de la Ligue en 1993
- Vainqueur de la Coupe de France en 1998 et 1999
- Meilleur marqueur de Pro A en 1998
- 5e meilleur marqueur de l'histoire de la Pro A  (5156pts) et 5e rebondeur (2159rbds).